# 河野良雄
河野 良雄（こうの よしお、1947年11月19日 - ）は、日本の経営者。農林中央金庫理事長を務めた。愛媛県松山市出身。

## 経歴・人物
1972年に京都大学農学部を卒業し、同年に農林中央金庫に入社した。2004年に専務理事に就任し、2007年の副理事を経て、2009年4月に理事長に就任。それまでの理事長職は農林水産省官僚や政治家が就任していたが、初めての生え抜きからのトップ人事となった。2018年4月まで務め、在任中は2008年のリーマン・ショックで生じた巨額損失を補てんするための資本増強と、2011年の東日本大震災からの復興支援などに尽力した。